# دير مارجرجس بنقادة
دير مارجرجس بنقادة ويعرف مختصراً باسم دير المجمع، هو دير قبطي أرثوذكسي وأحد الأديرة العامرة بصحراء جبل الأساس بنقادة غرب النيل . ويبعد 11 كم. جنوب نقادة على حافة الصحراء المجاورة، وعلى بعد 600 متر من دير الانبا بسنتاؤوس، وعلى بعد 2 كم جنوباً من دير الصليب وعلى بعد 6 كم من دير الملاك ميخائيل ودير المجمع يقبع فوق منطقة عالية من الرمال بارتفاع نحو 6 أمتار عن سطح الأرض ليسمح بموقعه المرتفع ان يشرف علي بقية الأديرة المنتشرة في الصحراء وتسميته بدير المجمع يرجع الي كونه يقوم علي إدارة مجموعة الأديرة بالمنطقة المجاورة، وأنه يومياً كان يحتوي علي مؤنة الأديرة آنذاك . ويوجد بالدير ثلاث كنائس وهما كنيسة يوحنا المعمدان في الركن الغربي للدير وكنيسة السيدة العذراء مريم وكنيسة الشهيد العظيم مارجرجس وهى من القرن إلـ 18 و19 ميلادية وبها 16 قبة وثلاث هياكل ومعمودية بجوار الهياكل وبالكنيسة أربعة من الأعمدة الأثرية أخدت من الكنيسة الأثرية. والدير حالياً مكرس للرهبات.

## وصلات خارجية
- دير مارجرجس ( المجمع ) بنقادة. موقع جريدة وطنى (إقامة راهبات بدير مارجرجس في نقادة).
- دير مارجرجس ( المجمع ) بنقادة. موقع الأنبا تكلا هيمانوت (دير الشهيد مارجرجس الروماني | دير المجمع القبطي الأرثوذكسي، نقادة، قنا، مصر).
- دير مارجرجس ( المجمع ) بنقادة. موقع جريدة الوطن (صور.. أهم المعلومات عن أديرة نقادة التاريخية التي تم ترميمها).
- دير مارجرجس ( المجمع ) بنقادة. قناة مى سات الفضائية (جولة مصرية - دير الشهيد العظيم مار جرجس الشهير بدير «المجمع» ببرية الأساس بنقادة).